# Cobra (Walibi Belgium)
Cobra is een stalen shuttle-achtbaan van het model boomerang in het Belgische attractiepark Walibi Belgium. De achtbaan staat in themagebied Karma World en is vernoemd naar de cobra rol. De attractie is een kopie van de achtbaan Speed of Sound in zusterpark Walibi Holland.

## Geschiedenis
Oorspronkelijk was de achtbaan bedoeld voor het Spaanse attractiepark Parque Warner Madrid. Uiteindelijk opende de attractie, onder de naam Cobra, op 28 april 2001. Triatleet Luc Van Lierde werd bij de opening aangesteld als peter van de attractie. In 2008 kreeg de attractie een nieuw uiterlijk. Het oorspronkelijke blauw en rood werd gewijzigd naar een gele baan en rode pijlers. Drie jaar later bij de start van het seizoen in 2011 bleef Cobra gesloten vanwege een bodemdaling in de fundering. De verzakking werd veroorzaakt door een overstroming in het park in november 2010. Na enkele maanden onderzoek werd de baan eind juli 2011 heropend. In 2017 maakte Walibi een investeringsprogramma van €17 miljoen bekend. Voor achtbaan Cobra betekende dit dat de achtbaan bij het nieuwe themagebied Karma World betrokken werd. Dit sloot beter aan op de nieuwe naastgelegen darkride Popcorn Revenge en een nieuw horecapunt. Ook werd opnieuw de kleursamenstelling van de achtbaan gewijzigd naar bruintinten.

In 2008 werd Cobra gerenoveerd en werd het kleurenschema van rood en blauw omgezet naar rood en geel. 11 jaar later, in 2019, maakt Cobra deel uit van een nieuw themagebied in Indiase stijl dat de naam Karma World meekrijgt. Vanaf 2019 krijgt Cobra een bruin/beige en gouden kleurenschema mee om beter in het gebied te passen. De trein, die tot 2018 een rode kleur had, werd lichtblauw 

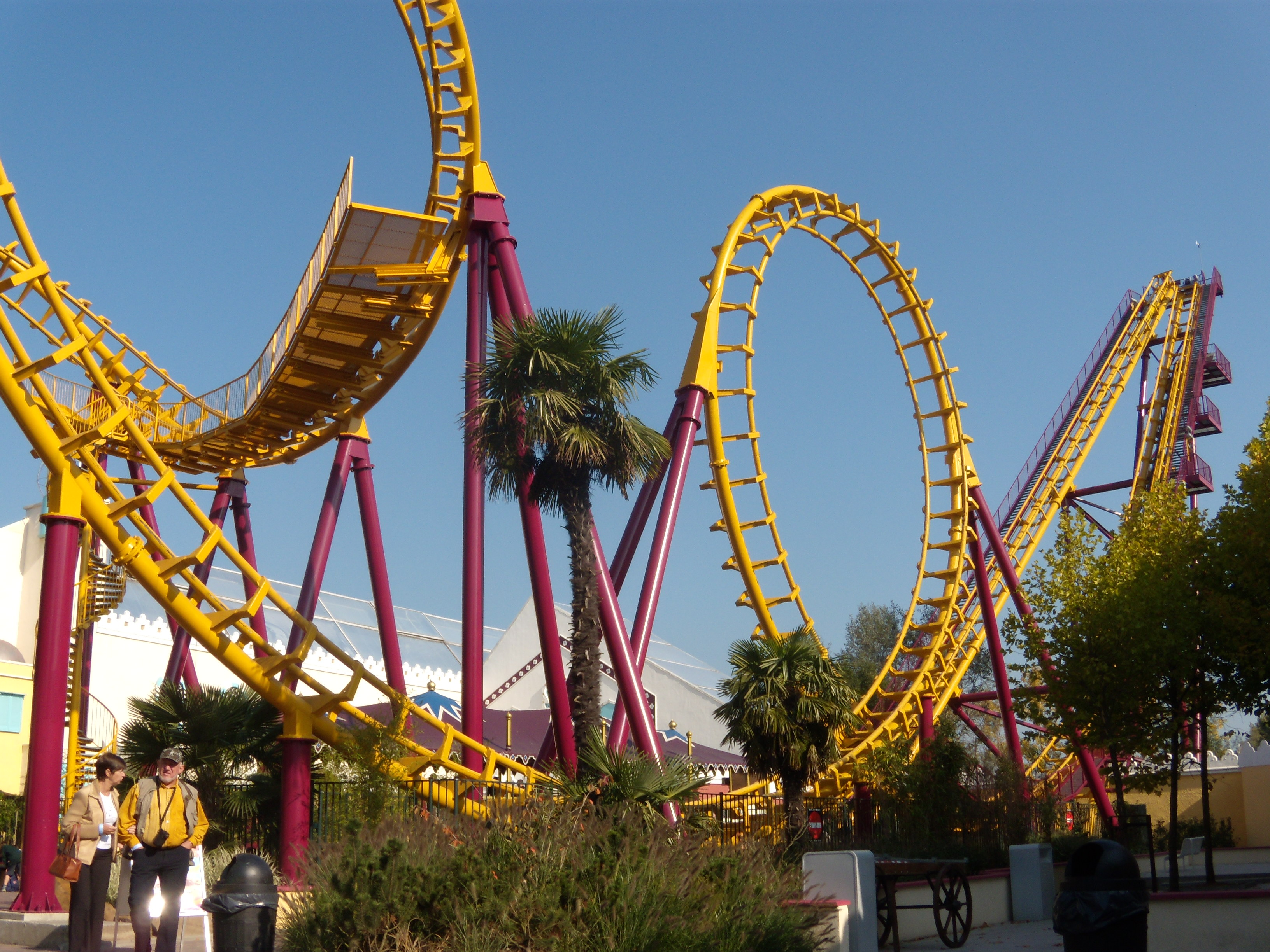
In de oude kleurstelling; 2008
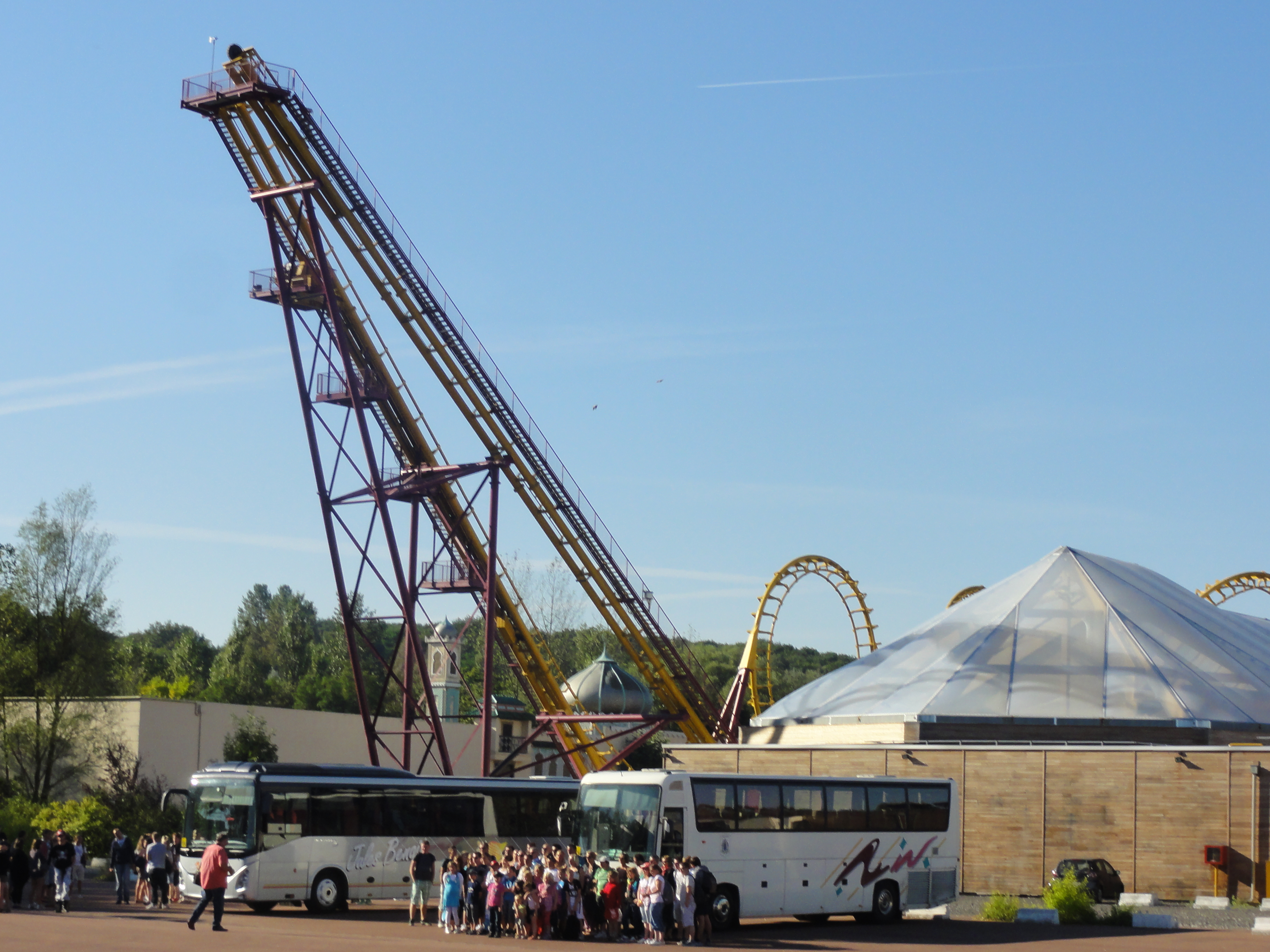
Optakeling vanaf het parkeerterrein gezien; 2012
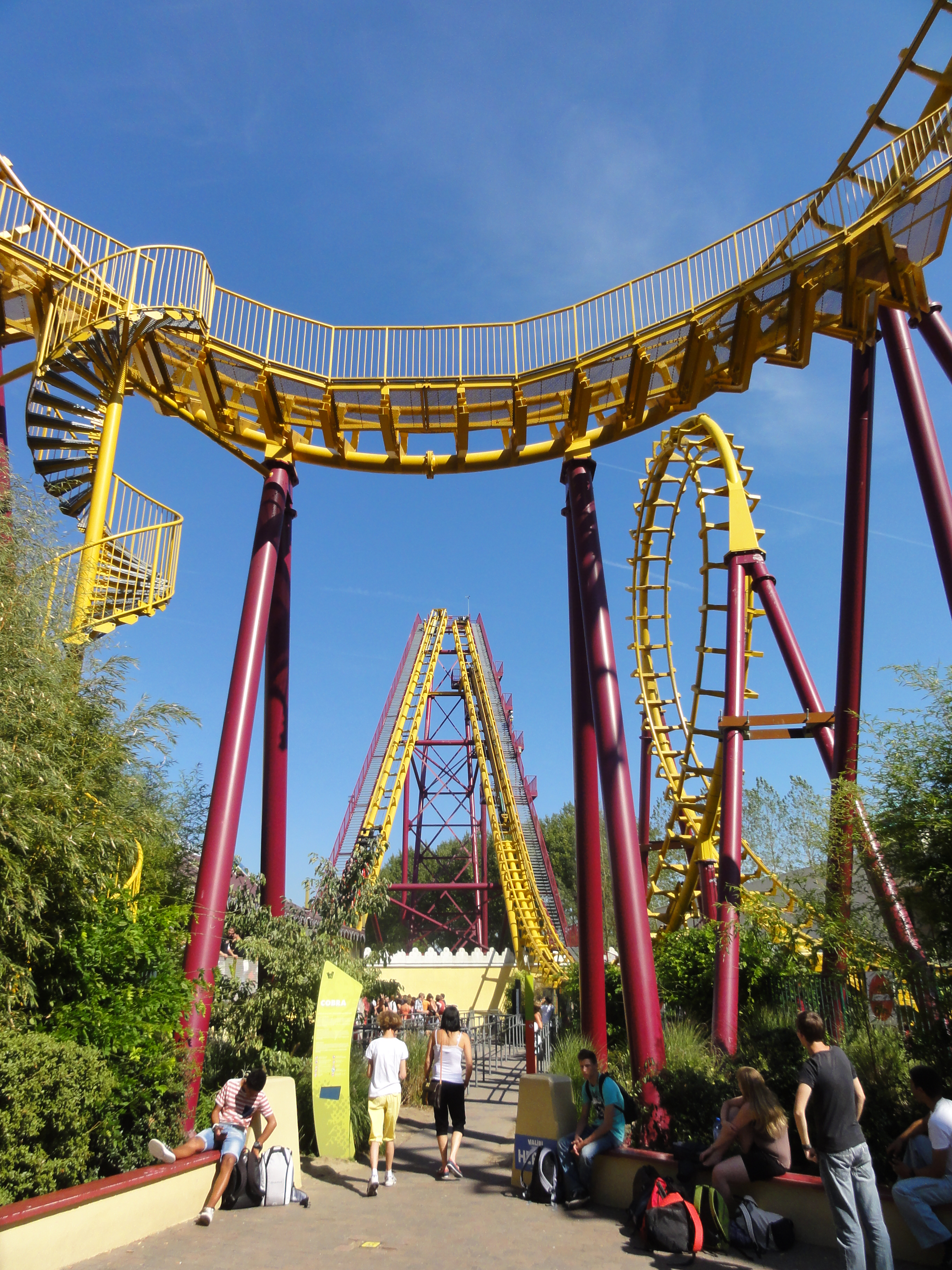
Entree; 2012
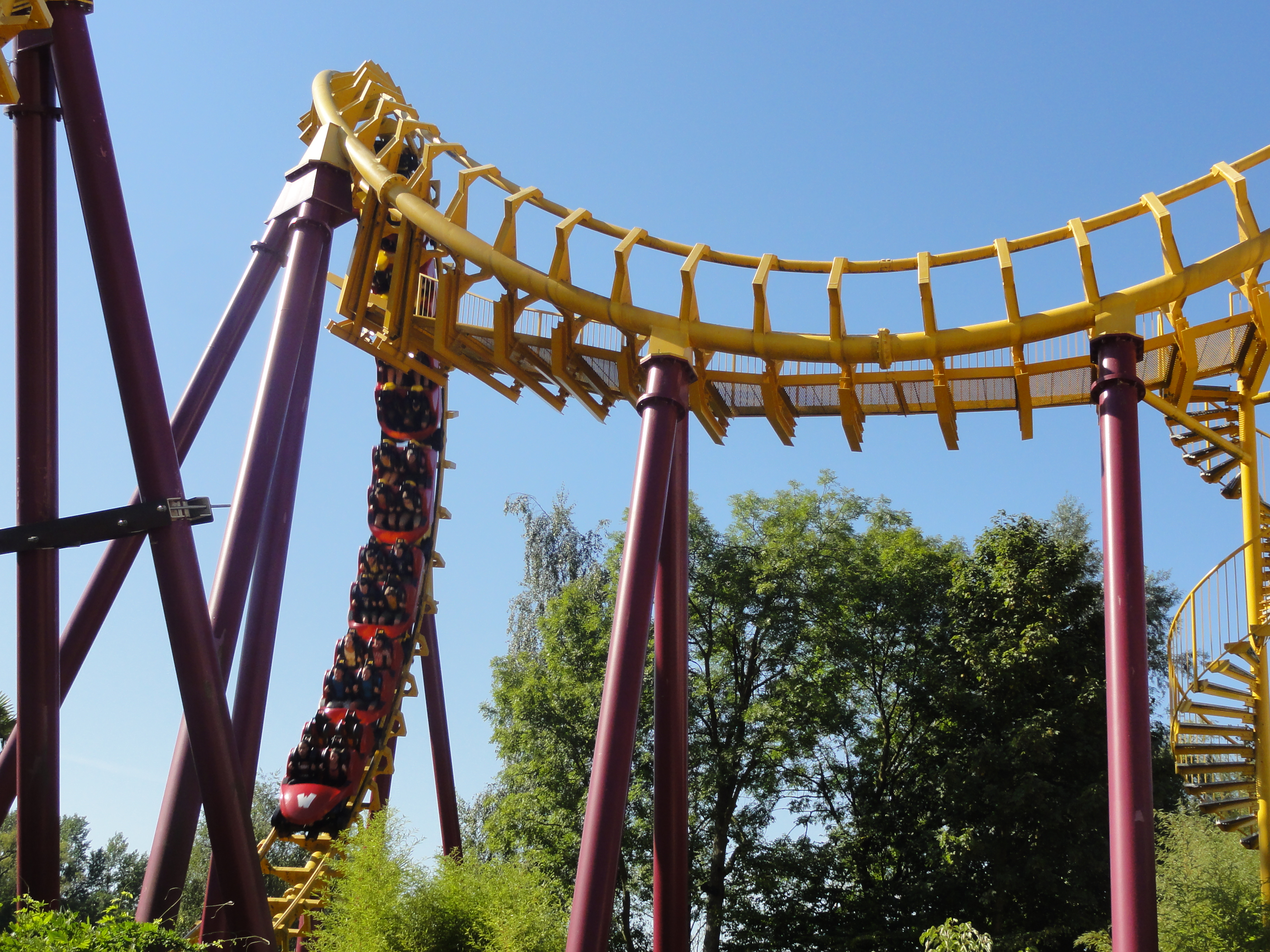
Cobra rol; 2012
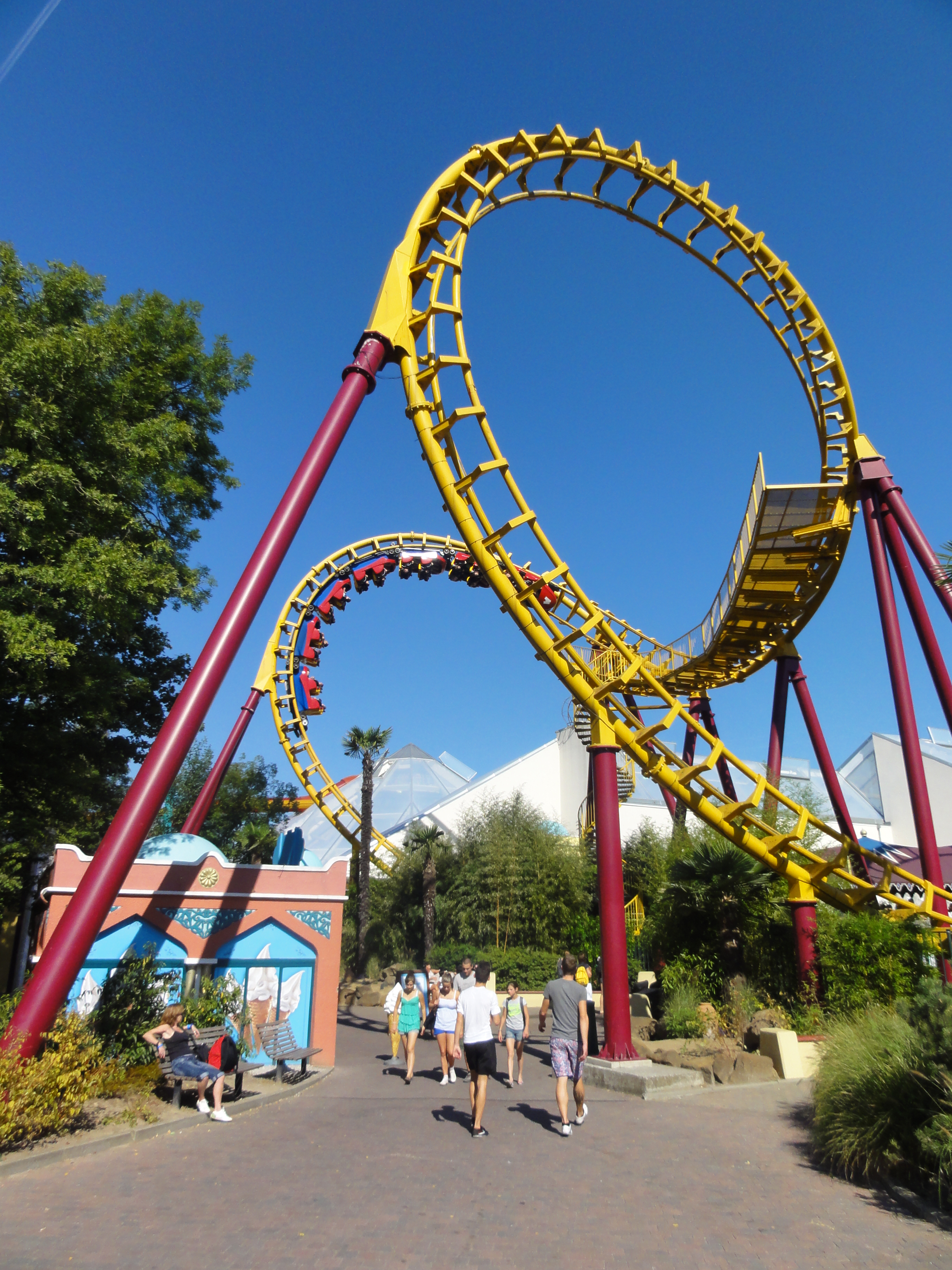
Cobra rol; 2012
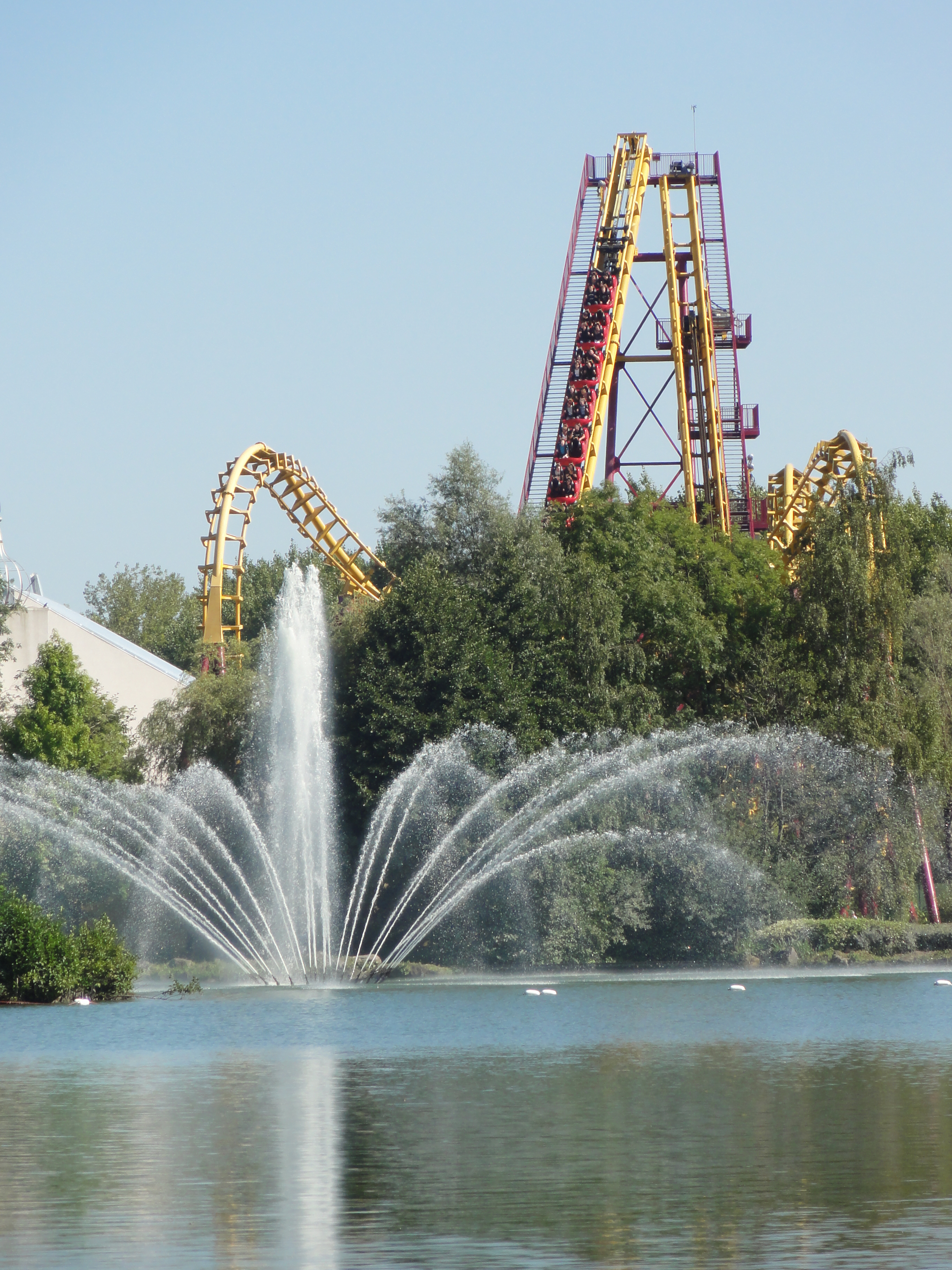
Vijver op de voorgrond; 2012
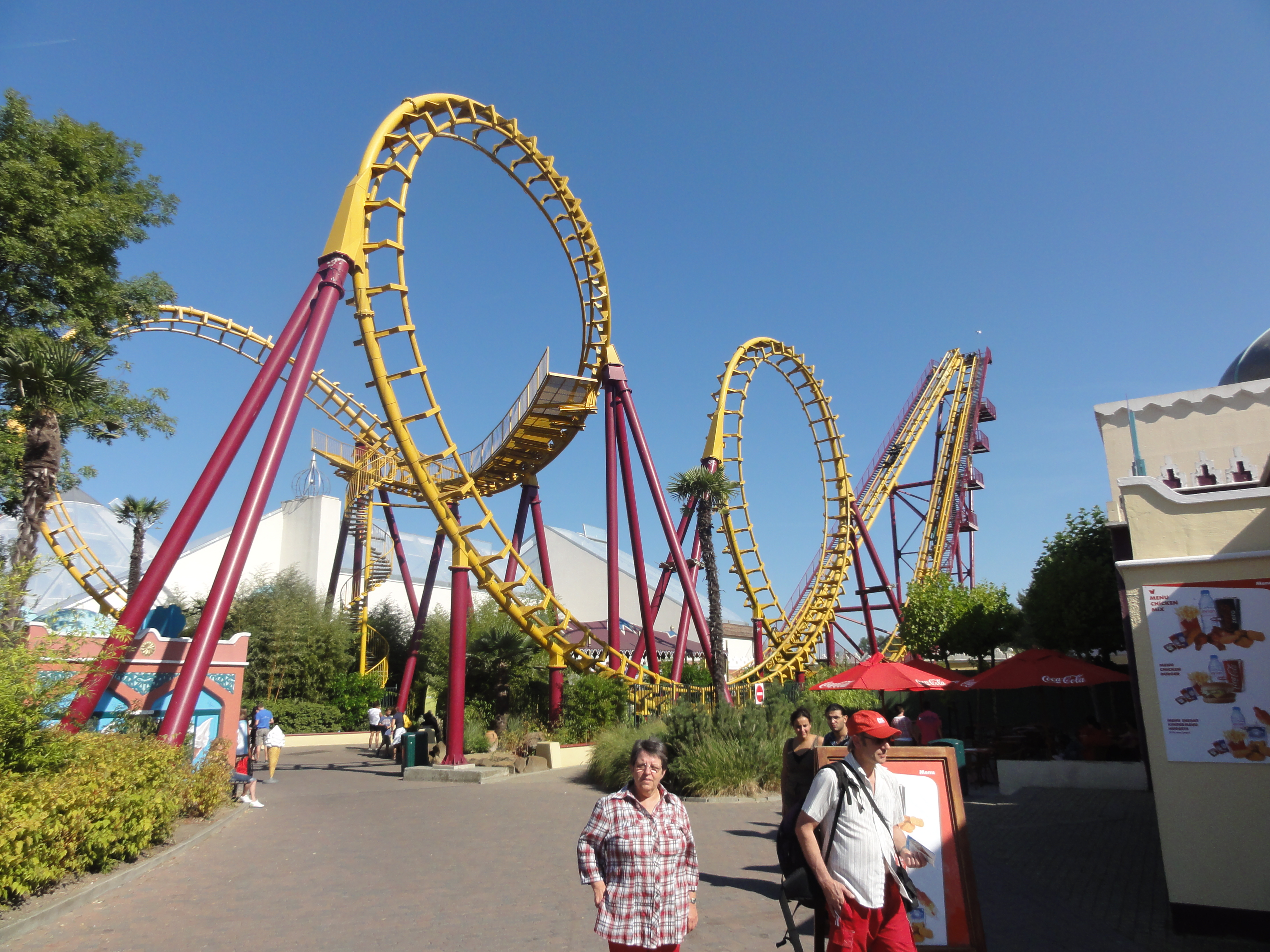
Overzicht; 2012

## Technisch
Tijdens een rit in de 285 meter lange Cobra worden een topsnelheid van 75.6 km/u en een hoogte van 35.5 meter bereikt. Tijdens de 1:48 minuten durende rit maakt de trein zes inversies door, waarbij een maximale g-kracht van 5,2 bereikt wordt. Doordat de attractie zowel voor als achteruit gaat wordt elke inversie twee doorlopen. Deze bestaan uit een cobra rol en looping.

## Media
Afbeeldingen · Geschiedenis van Walibi Belgium